# Saint-Sauves-d'Auvergne
Saint-Sauves-d'Auvergne est une commune française, située dans le département du Puy-de-Dôme, en région Auvergne-Rhône-Alpes.
Ses habitants sont appelés les Saint-Sauviens.

## Géographie
Cette localité rurale se situe dans la haute vallée de la Dordogne à proximité des célèbres stations thermales de La Bourboule et du Mont-Dore dans le parc naturel régional des volcans d'Auvergne. Elle est à une cinquantaine de kilomètres au sud-ouest de Clermont-Ferrand.

### Communes limitrophes
Saint-Sauves-d'Auvergne est limitrophe de huit autres communes.
| Saint-Sulpice | Saint-Julien-Puy-Lavèze | Laqueuille      |
| Avèze         | Saint-Sauves-d'Auvergne | Murat-le-Quaire |
| Tauves        | La Tour-d'Auvergne      | La Bourboule    |

### Climat
Pour des articles plus généraux, voir Climat d'Auvergne-Rhône-Alpes et Climat du Puy-de-Dôme.
En 2010, le climat de la commune est de type climat de montagne, selon une étude du Centre national de la recherche scientifique s'appuyant sur une série de données couvrant la période 1971-2000. En 2020, Météo-France publie une typologie des climats de la France métropolitaine dans laquelle la commune est exposée à un climat de montagne ou de marges de montagne et est dans la région climatique  Ouest et nord-ouest du Massif Central, caractérisée par une pluviométrie annuelle de 900 à 1 500 mm, maximale en automne et en hiver. 
Pour la période 1971-2000, la température annuelle moyenne est de 8,4 °C, avec une amplitude thermique annuelle de 15 °C. Le cumul annuel moyen de précipitations est de 1 174 mm, avec 12,6 jours de précipitations en janvier et 8,7 jours en juillet. Pour la période 1991-2020, la température moyenne annuelle observée sur la station météorologique de Météo-France la plus proche, « Saint-Sulpice », sur la commune de Saint-Sulpice à 6 km à vol d'oiseau, est de 9,4 °C et le cumul annuel moyen de précipitations est de 1 001,7 mm,. Pour l'avenir, les paramètres climatiques de la commune estimés pour 2050 selon différents scénarios d'émission de gaz à effet de serre sont consultables sur un site dédié publié par Météo-France en novembre 2022.

## Urbanisme

### Typologie
Au 1er janvier 2024, Saint-Sauves-d'Auvergne est catégorisée commune rurale à habitat dispersé, selon la nouvelle grille communale de densité à sept niveaux définie par l'Insee en 2022.
Elle est située hors unité urbaine et hors attraction des villes,.

### Occupation des sols
L'occupation des sols de la commune, telle qu'elle ressort de la base de données européenne d’occupation biophysique des sols Corine Land Cover (CLC), est marquée par l'importance des territoires agricoles (65,3 % en 2018), une proportion sensiblement équivalente à celle de 1990 (65,7 %). La répartition détaillée en 2018 est la suivante : prairies (64 %), forêts (19,6 %), milieux à végétation arbustive et/ou herbacée (14 %), zones agricoles hétérogènes (1,3 %), zones urbanisées (1,2 %). L'évolution de l’occupation des sols de la commune et de ses infrastructures peut être observée sur les différentes représentations cartographiques du territoire : la carte de Cassini (XVIIIe siècle), la carte d'état-major (1820-1866) et les cartes ou photos aériennes de l'IGN pour la période actuelle (1950 à aujourd'hui).

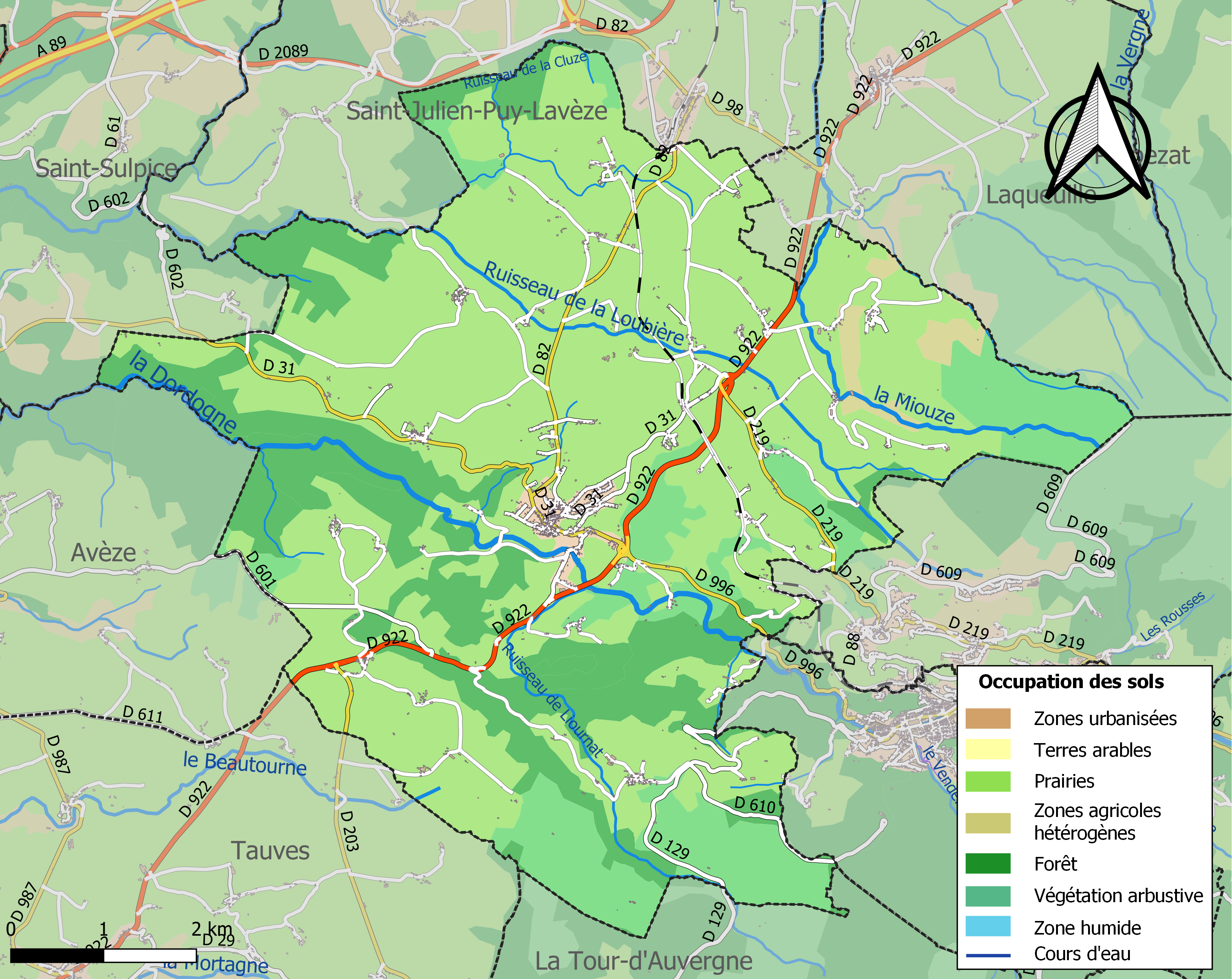
Carte des infrastructures et de l'occupation des sols de la commune en 2018 (CLC).

## Toponymie
Le nom de la localité est attesté sous les formes Sancti Sylvani en 1315, Saint Saulves en 1510, Saint Salves en 1639 , Saint Saulve en 1789, Sauve-Libre à la Révolution, pour devenir Saint-Sauves d'Auvergne.
Le village de Saint-Sauves tiendrait son nom d'un évêque du proche Orient antique : Sanctus Silvanus. Ce martyr, connu sous le nom de Saint Sylvain, vivait à Gaza sous le règne de l'empereur Dioclétien.

## Histoire
Dès l'époque gallo-romaine, le site de Saint-Sauves est occupé avec la découverte d'objets d'argile cuite aux XIXe et début XXe siècles à l'ouest du bourg (les Perties). Au IVe siècle, Saint-Sauves connaît une ère de christianisation. Au temps des invasions barbares, le bourg de Saint-Sauves est fortifié et constitue déjà un lieu d'asile.
Au Moyen Âge, Saint-Sauves est un fief appartenant à la maison de La Tour d'Auvergne. Des châteaux sont construits à Méjanesse, Châteauneuf et Choriol (aujourd’hui disparus). Pendant la guerre de Cent Ans, le bourg, situé près de la voie stratégique Clermont-Aurillac, souffre des privations et des pillages de troupes de passage.
Sous l'Ancien Régime, le territoire de la paroisse de Saint-Sauves, rattaché à la sénéchaussée de Riom puis de Clermont, est partagé entre les seigneuries de Granges (Tauves), avec notamment la maison de Lévis puis la famille de La Croix de Castries, du Planchat, de Murat et de Bains (Mont-Dore).
Au cours de la période révolutionnaire de la Convention nationale (1792-1795), le prêtre réfractaire Jean Brugière est arrêté le 28 germinal an II pour être présenté au tribunal révolutionnaire de Besse. Il sera condamné à mort le 12 floréal an II par le tribunal criminel du Puy-de-Dôme et guillotiné le jour même à Clermont-Ferrand. À cette époque, Saint-Sauves est dénommé Sauve-Libre.
Le bourg et des villages environnants sont ravagés par plusieurs incendies tout au long des XVIIIe et XIXe siècles.
Pendant la guerre de 1914-1918 périssent 118 Saint-Sauviens. Un habitant est tué lors de la guerre du Rif en 1925, neuf pendant la guerre de 1939-1945, un en Indochine en 1949 et un en Algérie en 1958.
C'est en 1936 que le nom de Saint-Sauves est individualisé en Saint-Sauves-d'Auvergne.
Au cours de la guerre de 1939-1945, de jeunes habitants, réfractaires au Service du travail obligatoire, rejoignent le maquis de la zone III FFI dirigée par le docteur de Bourg-Lastic, Willy Mabrut alias Tonton, vers 1943 et 1944 et forment le maquis de Saint-Genès-Champespe en juin 1944.

## Politique et administration

### Découpage territorial
La commune de Saint-Sauves-d'Auvergne est membre de la communauté de communes Dômes Sancy Artense, un établissement public de coopération intercommunale (EPCI) à fiscalité propre créé le 1er janvier 2017 dont le siège est à Rochefort-Montagne. Ce dernier est par ailleurs membre d'autres groupements intercommunaux. Jusqu'en 2016, elle faisait partie de la communauté de communes Sancy-Artense Communauté.
Sur le plan administratif, elle est rattachée à l'arrondissement d'Issoire, à la circonscription administrative de l'État du Puy-de-Dôme et à la région Auvergne-Rhône-Alpes. Avant mars 2015, elle faisait partie du canton de Tauves.
Sur le plan électoral, elle dépend du canton du Sancy pour l'élection des conseillers départementaux, depuis le redécoupage cantonal de 2014 entré en vigueur en 2015, et de la troisième circonscription du Puy-de-Dôme pour les élections législatives, depuis le dernier découpage électoral de 2010 (quatrième circonscription avant 2010).

### Élections municipales et communautaires

#### Élections de 2020
Le conseil municipal de Saint-Sauves-d'Auvergne, commune de plus de 1 000 habitants, est élu au scrutin proportionnel de liste à deux tours (sans aucune modification possible de la liste), pour un mandat de six ans renouvelable. Compte tenu de la population communale, le nombre de sièges à pourvoir lors des élections municipales de 2020 est de 15. Les quinze conseillers municipaux sont élus au premier tour, le 15 mars 2020, avec un taux de participation de 81,41 %, se répartissant en : douze sièges issus de la liste de David Sauvat et trois sièges issus de la liste de Claude Brut.
Les trois sièges attribués à la commune au sein du conseil communautaire de la communauté de communes Dômes Sancy Artense se répartissent en : deux sièges issus de la liste de David Sauvat et un siège issu de la liste de Claude Brut.

#### Chronologie des maires
| Période                                  | Période                    | Identité            | Étiquette | Qualité               |
| ---------------------------------------- | -------------------------- | ------------------- | --------- | --------------------- |
| Les données manquantes sont à compléter. |                            |                     |           |                       |
| 1977                                     | 2001                       | Pierre Bertrand     | SE        | Vétérinaire           |
| 2001                                     | 2008                       | Jean-Claude Souchal | SE        | Chirurgien-dentiste   |
| 2008                                     | 2014                       | Claude Brut         | SE        | Contrôleur des impôts |
| mars 2014 (réélu en 2020)                | En cours (au 24 août 2021) | David Sauvat,       | SE        | Agriculteur           |

### Politique environnementale
La commune est labellisée « 1 fleur » au Concours des villes et villages fleuris.

## Population et société

### Démographie
L'évolution du nombre d'habitants est connue à travers les recensements de la population effectués dans la commune depuis 1793. Pour les communes de moins de 10 000 habitants, une enquête de recensement portant sur toute la population est réalisée tous les cinq ans, les populations de référence des années intermédiaires étant quant à elles estimées par interpolation ou extrapolation. Pour la commune, le premier recensement exhaustif entrant dans le cadre du nouveau dispositif a été réalisé en 2007.

En 2022, la commune comptait 1 128 habitants, en stagnation par rapport à 2016 (Puy-de-Dôme : +2,1 %, France hors Mayotte : +2,11 %).
| 1793  | 1800  | 1806  | 1821  | 1831  | 1836  | 1841  | 1846  | 1851  |
| ----- | ----- | ----- | ----- | ----- | ----- | ----- | ----- | ----- |
| 1 782 | 2 353 | 1 983 | 1 686 | 2 225 | 2 131 | 2 069 | 2 024 | 2 295 |

| 1856  | 1861  | 1866  | 1872  | 1876  | 1881  | 1886  | 1891  | 1896  |
| ----- | ----- | ----- | ----- | ----- | ----- | ----- | ----- | ----- |
| 2 164 | 2 124 | 2 010 | 2 235 | 2 245 | 2 322 | 2 409 | 2 374 | 2 518 |

| 1901  | 1906  | 1911  | 1921  | 1926  | 1931  | 1936  | 1946  | 1954  |
| ----- | ----- | ----- | ----- | ----- | ----- | ----- | ----- | ----- |
| 2 109 | 2 005 | 1 851 | 1 636 | 1 700 | 1 750 | 1 718 | 1 504 | 1 347 |

| 1962  | 1968  | 1975  | 1982  | 1990  | 1999  | 2006  | 2007  | 2012  |
| ----- | ----- | ----- | ----- | ----- | ----- | ----- | ----- | ----- |
| 1 368 | 1 311 | 1 143 | 1 091 | 1 030 | 1 052 | 1 129 | 1 140 | 1 123 |

| 2017  | 2022  | - | - | - | - | - | - | - |
| ----- | ----- | - | - | - | - | - | - | - |
| 1 133 | 1 128 | - | - | - | - | - | - | - |

### Manifestations culturelles et festivités

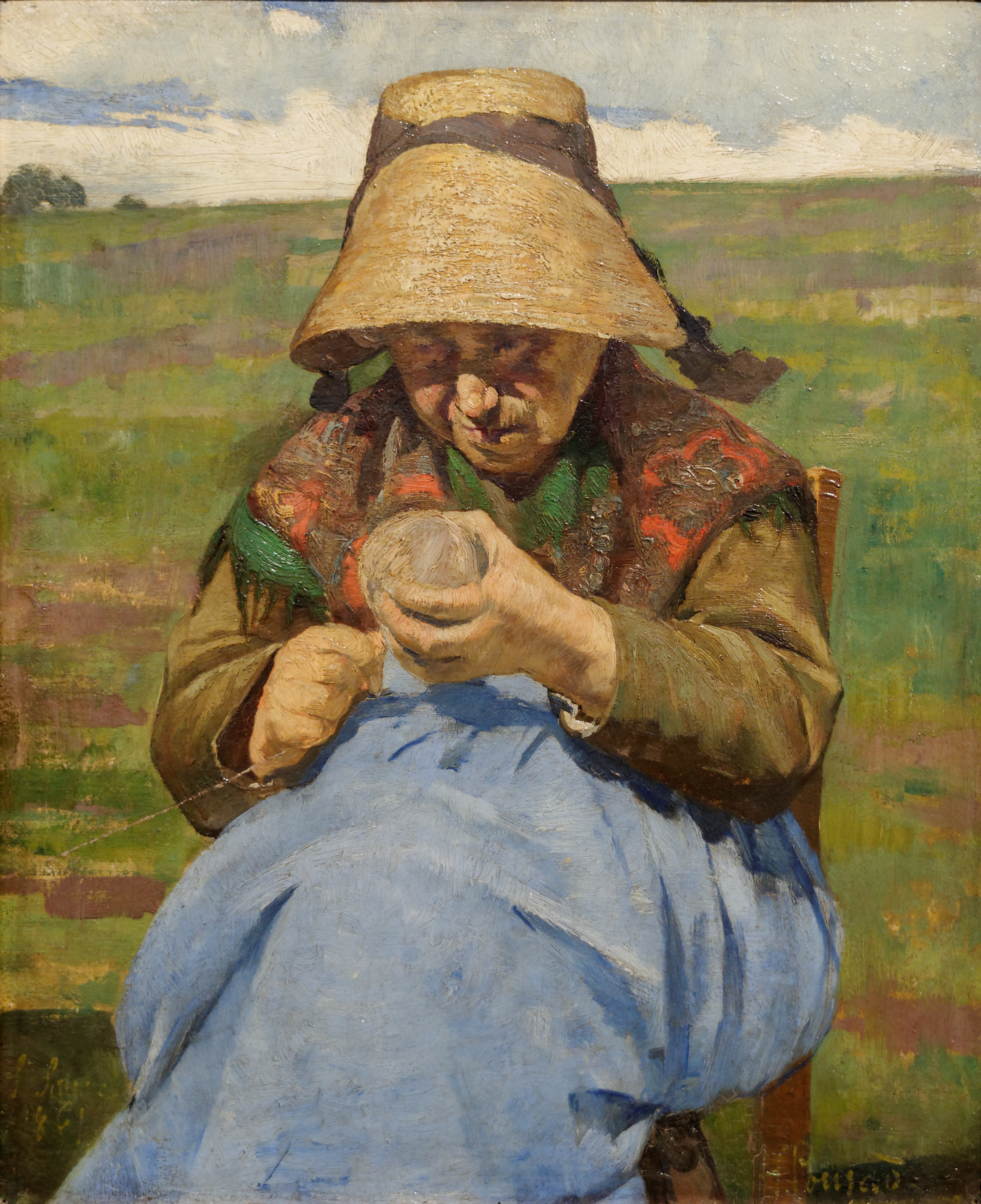
Vieille femme enroulant une pelote, Henrique Pousão (1881)

- Fête du couronnement de la rosière depuis 1914 (week-end suivant le 15 août)
- Exposition des œuvres de peintres locaux d'avril à octobre
- Centre national et international de musique et d'accordéon Jacques-Mornet (lieu-dit les Ludines)

## Économie
Les ressources de la commune proviennent notamment de l’agriculture telle que l’élevage des bovins et ovins et la production laitière (la commune de Saint-Sauves d'Auvergne est située dans l'aire géographique de l'A.O.P. des fromages Bleu d'Auvergne, Cantal, Fourme d'Ambert et Salers).
Son économie repose également sur l'artisanat, la sylviculture et le tourisme généré par les sites naturels du massif du Sancy (la commune étant située dans le parc naturel régional des volcans d’Auvergne) et l’activité thermale des stations voisines de La Bourboule et du Mont-Dore.

## Culture locale et patrimoine

### Lieux et monuments
- Verrou glaciaire de Saint-Sauves (vallée de la Dordogne et rocher de Châteauneuf classés ZNIEFF)
- Villages abandonnés de Cheix (Méjanesse) et des Renardières (époque médiévale)
- Église de style néo-roman (XIIe – XIXe siècles)
- Ancien porche de l'église (époque Renaissance) - inscrit au titre des monuments historiques (arrêté ministériel du 25 octobre 1962)Tilleul de Sully à Saint-Sauves-d'Auvergne

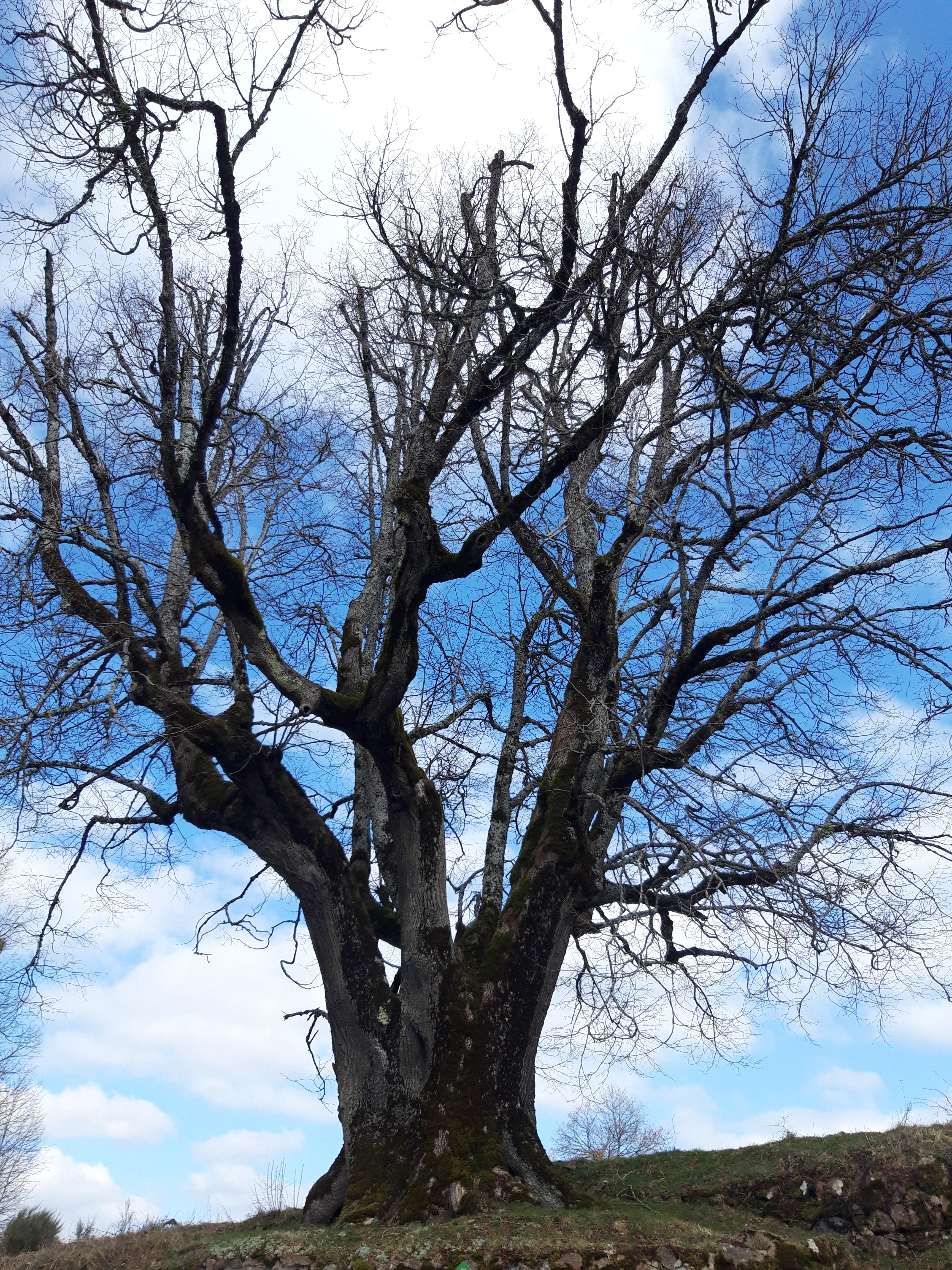
Tilleul de Sully à Saint-Sauves-d'Auvergne

- Tilleul dit de Sully (XVIIe siècle)
- Pont sur la Dordogne (XVIIIe siècle)Croix (calvaire) du village de L'Estomble, à Saint-Sauves-d'Auvergne

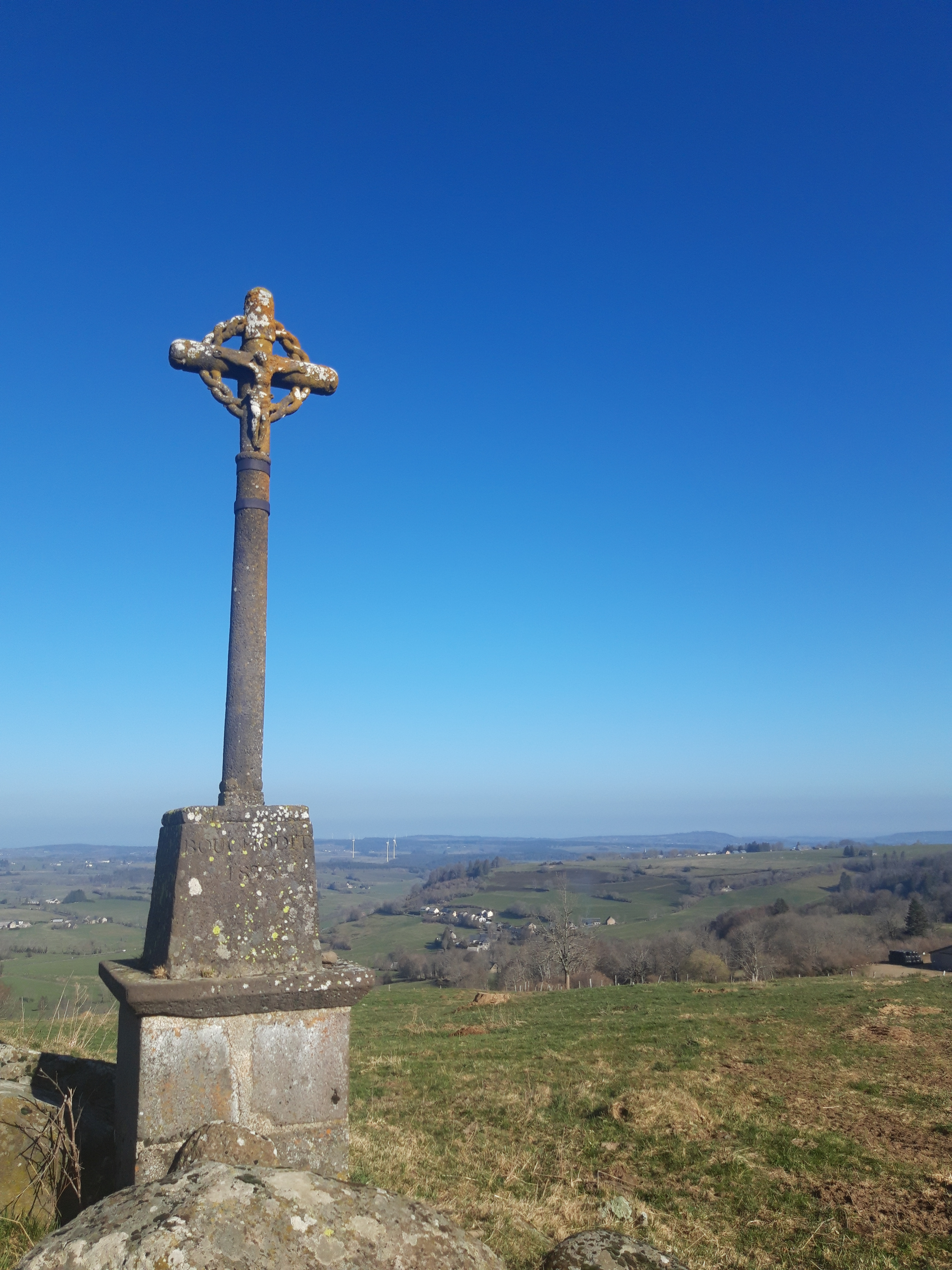
Croix (calvaire) du village de L'Estomble, à Saint-Sauves-d'Auvergne

- Pierre provenant de la forteresse de la Bastille (exposée dans l'ancienne mairie)
- Monument aux morts de la Grande Guerre (1920) du sculpteur Jean Camus - inscrit au titre des monuments historiques (arrêté préfectoral du 10 avril 2019)Croix (calvaire) du village de L'Estomble, à Saint-Sauves-d'Auvergne

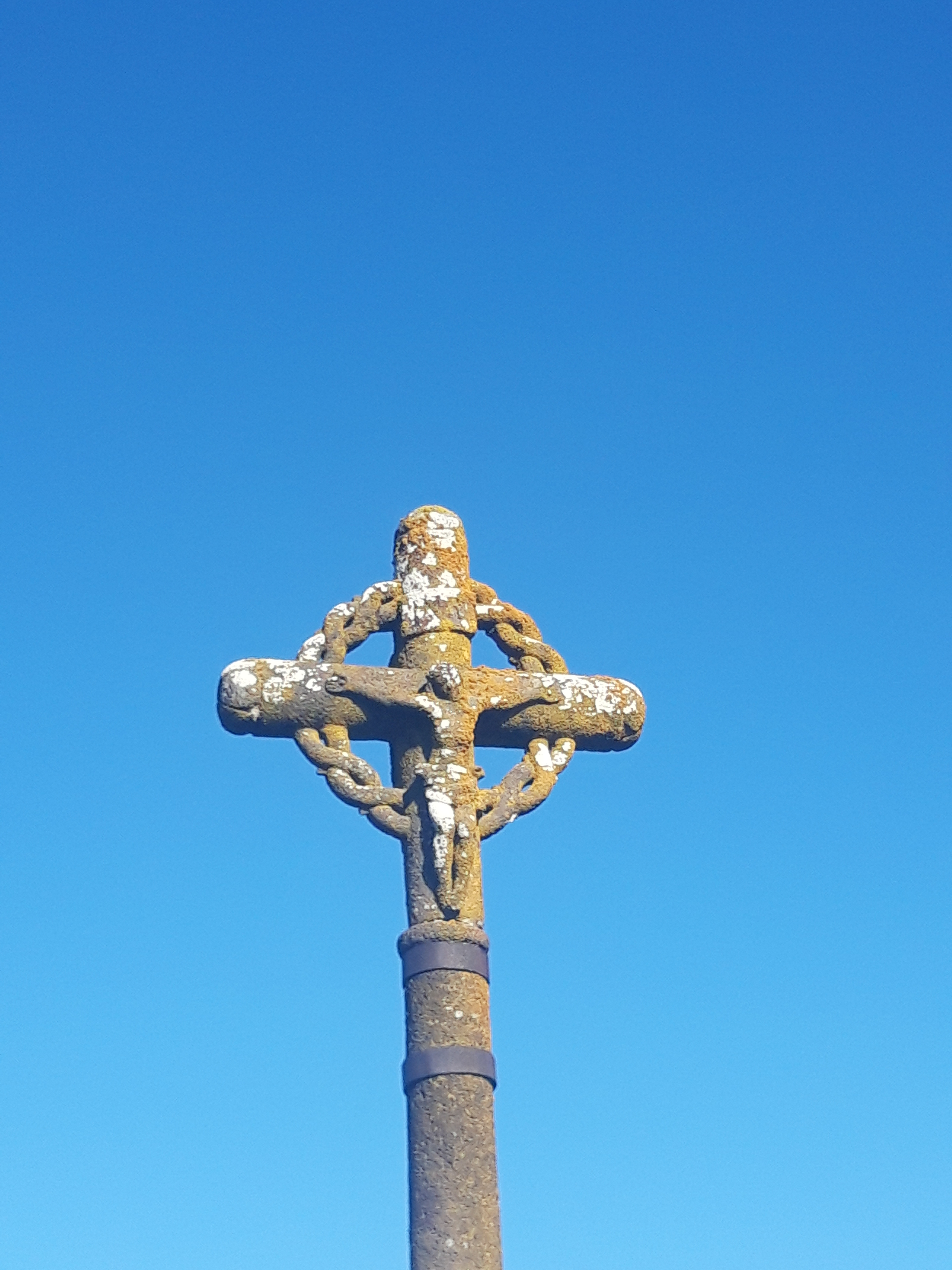
Croix (calvaire) du village de L'Estomble, à Saint-Sauves-d'Auvergne

### Personnalités liées à la commune

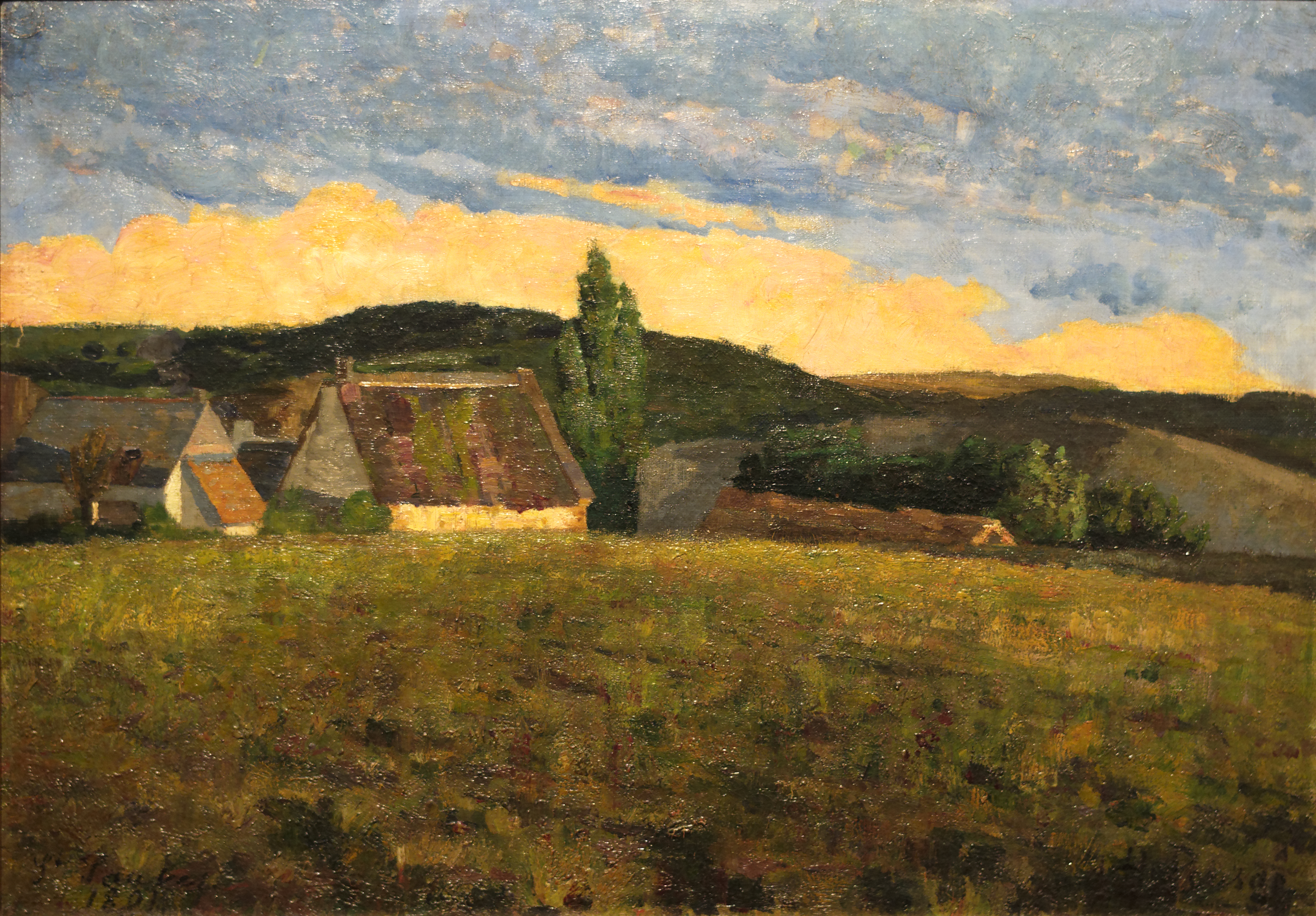
Paysage de Saint-Sauves, Henrique Pousão (1881)

- Georges Couthon (1755-1794) ; avocat, député, partisan de Robespierre, membre du comité de salut public et dont la famille est originaire de Saint-Sauves (village de Beauberty).
- Claude Alexis Mabru (1755-1801) ; conseiller du roi, ami de Couthon, partisan de Robespierre, maire de Clermont-Ferrand en 1798 et dont le berceau familial est également à Saint-Sauves (hameau de Lavaux).
- Michel Bertrand (1774-1857) ; médecin né à Saint-Sauves et fondateur de la station thermale du Mont-Dore.
- Armand Guillaumin (1841-1927) ; peintre impressionniste auteur de plusieurs vues de Saint-Sauves et de la vallée de la Dordogne exposées notamment au musée d'art Roger Quilliot à Montferrand.
- Henrique Pousão (1859-1884) ; peintre portugais, auteur d'un Paysage de Saint-Sauves (1881) conservé au Museu Nacional de Soares dos Reis à Porto (Portugal).
- Marius Vazeilles (1881-1973) ; sylviculteur, archéologue, député du Front populaire et instituteur à Saint-Sauves de 1900 à 1906.
- André Girard (1909-1993) ; chef régional du réseau de résistance Alliance (1943-1944) et directeur administratif de la manufacture de tabac de Lyon, il est inhumé dans le cimetière communal de Saint-Sauves.
- Marcel Bony (1926-2010) ; ancien sénateur maire de Murat-le-Quaire, né à Saint-Sauves (village de Beauberty).
- Félicien Brut (1986-) ; musicien, accordéoniste concertiste, producteur radio, dont le berceau familial est à Saint-Sauves (il grandit dans le village de Liournat puis dans le bourg de la commune).

### Héraldique
| Blason de Saint-Sauves-d'Auvergne | Blason  | Écartelé, au 1, d'azur semé de fleurs de lys d'or à la tour d'argent maçonnée de sable brochant, au 2, de gueules au chef échiqueté d'argent et d'azur de deux tires, au 3, d'or à trois chevrons de sable, au 4, d'azur à la croix d'or. |
| Blason de Saint-Sauves-d'Auvergne | Détails | Le statut officiel du blason reste à déterminer. |